# Radio Plus Głogów
Radio Plus Głogów – katolicka stacja radiowa diecezji zielonogórsko-gorzowskiej, mająca siedzibę w Głogowie przy Placu Kolegiackim 10. Stacja należy do sieci Radia Plus.

## Historia
Lokalne Radio Głogów rozpoczęło emisję 2 lutego 1998 roku. We wrześniu tego samego roku stacja została włączona do sieci Radia Plus i od tego momentu nadaje jako Radio Plus Głogów. Od początku częstotliwość stacji to 107,3 MHz.

## Zasięg
Radio Plus Głogów nadaje na częstotliwości 107,3 MHz z kratownicowej wieży w pobliskim Jakubowie. Nadajnik ma moc 0,2 kW. Takie parametry pozwalają na pokrycie zasięgiem powiatów głogowskiego, polkowickiego, lubińskiego, słabiej legnickiego, wołowskiego, a także rawickiego w województwie wielkopolskim i wschowskiego, nowosolskiego i zielonogórskiego w województwie lubuskim. W zasięgu, prócz Głogowa znajdują się takie miejscowości jak: Polkowice, Lubin, Bytom Odrzański, słabiej Legnica, Szprotawa, Nowa Sól, Zielona Góra, a także miejscowości położone w wyższych partiach Karkonoszy i Gór Izerskich: Karpacz i Szklarska Poręba